# Ferrari 860 Monza
La Ferrari 860 Monza est une automobile de course développée par le constructeur italien Ferrari.

## Palmarès de la Ferrari 860 Monza (1956-1960)
- 12 Heures de Sebring 1956 (et 2e);
- Grand Prix de Rouen 1956;
  - 2e et 3e des Mille Miglia 1956.

## Lignée

### Palmarès de laFerrari 750 Monza(1954-1965 en course)
- Circuit de Monsanto 1954;
- Circuit de Senigallia 1954;
- RAC Tourist Trophy 1954;
- Bahamas Cup 1954;
- Grand Prix d'Agadir 1955;
- 2 Heures de Dakar 1955;
- SCCA National Pebble Beach 1955;
- Coppa Montjuich 1955;
- Circuit de Zurich 1955;
- SCCA National Bakersfield 1955;
- 4 Heures du Forez 1955;
- Coppa Lombardia 1955;
- 12 Heures de Hyères 1955;
- Grand Prix de Tangier 1955;
- Grand Prix de Bougie 1955;
- Grand Prix de Mugello 1955;
- Grand Prix de Tunisie 1955;
- SCCA National Beverly 1955;
- Circuit de Monsanto 1955;
- 10 Heures de Messine 1955;
- Kanonloppet 1955;
- SCCA National Road America 1955;
- Vila de Conde 1955;
- SCCA National Sacramento 1955;
- SCCA National Glendale 1955;
- SCCA National Pebble Beach 1956;
- Eläintarhanajo 1956;
- SCCA National Eagle Mountain 1955;
- Kanonloppet 1956;
- Flugplatz Wien-Aspern 1957;

- Grand Prix de Roskilde 1957;
- Kanonloppet 1957;
- Roskilde 1958.

### Palmarès de laFerrari 500 Mondial(1953-1964 en course)
- Grand Prix d'Agadir 1954;
- Tour de Sicile 1954;
- Grand Prix d'Imola 1954;
- Grand Prix d'Agadir 1955;
- Zandvoort International 1955;
- Edenvale Sports Car Race 1955;
- National Zandvoort 1954;
- SCCA National Thompson 1955;
- SCCA National Beverly 1955;
- 2e des 12 Heures de Casablanca 1953.